# نزاع در سیاتل
نزاع در سیاتل (به انگلیسی: Battle in Seattle) فیلم آمریکایی محصول سال ۲۰۰۷ است که اولین تجربه کارگردانی استوارت تاونسند است که یک بازیگر است. فیلم حول درگیری و اعتراضات مردمی در شهر سیاتل و در جریان کنفرانس وزرا سازمان تجارت جهانی می‌چرخد.

## خلاصه داستان
فیلم داستان اعتراض هزاران شهروند در شهر سیاتل نسبت به شرایط تجارت است که پلیس در تلاش برای جلوگیری از این اعتراضات است. این اعتراضات نگاه جهانیان را به خود جلب کرد.

## بازیگران
- آندره بنجامین در نقش جانگو
- مارتین هندرسن در نقش جی
- وودی هارلسون در نقش دیل
- میشل رودریگز در نقش لو
- شارلیز ترون در نقش الی
- چنینگ تیتوم در نقش جانسون
- کریستوفر جاکت در نقش مایکل

## نظر منتقدین
فیلم اکثراً نقدهای مثبتی دریافت کرد. برای مثال راجر ایبرت به فیلم از ۴ نمره، ۳ داد و دربارهٔ آن گفت که "فیلم نه مستند است نه یک درام بلکه تلفیقی از آنهاست".